# 紫色姐妹花 (電影)
- 關於2023年改编自同一小说的同名电影，請見「紫色 (2023年电影)」。
- 關於物理現象，請見「紫色」。

《紫色姐妹花》（英語：The Color Purple）是美國知名導演史蒂芬·史匹柏所執導的一部電影，於1985年上映。根據愛麗絲·沃克的同名小說《紫色姐妹花》所改編而成。

## 劇情
故事主要發生在喬治亞州的鄉村地區，關注了三十年代南方黑人婦女生活，包括她們極其卑賤的社會地位等。

## 演員
- 乌比·戈德堡 - Celie Harris Johnson
- 丹尼·葛洛佛 - Mister Albert Johnson
- 歐普拉·溫芙蕾 - Sofia[1]
- 玛格丽特·艾弗瑞 - Shug Avery[2]
- 阿科苏阿·巴西亚 - Nettie Harris
- 阿道夫·恺撒 - Mister的父亲
- Willard E. Pugh - Harpo Johnson
- Rae Dawn Chong - Squeak
- 勞倫斯·費許朋 - Swain
- Dana Ivey - Miss Millie
- Leon Rippy - Store Clerk
- Bennet Guillory - Grady
- James Tillis - Henry "Buster" Broadnax
- Desreta Jackson - 年轻时的 Celie Harris
- Leonard Jackson - Alphonso "Pa" Harris
- Howard Starr - 年轻时的 Harpo Johnson
- Lelo Masamba - Olivia Johnson

## 製作緣起
該片改編自愛麗絲·華克的普立茲獎得獎小說《紫色姐妹花》。導演史蒂芬·史匹柏在製片人凱斯琳·甘迺迪的推薦下讀到了原著小說，剛讀到時雖然喜歡但沒有拍成電影的想法，數月後他重讀，發現「再也不能釋懷」。史匹柏明白他將導演的這部片與他先前的作品風格迥異，題材也是全新的，令有意改革的他既期待又有點擔心。史匹柏對外宣稱這是他「第一次對自己的作品感到滿意」。

## 上映與評價
該片於1985年12月18日在美國上映，獲得不少影評人的讚美。原著作者華克也十分滿意，但片中涉及種族議題的內容引發了爭論和批評。

## 獎項
第58届奥斯卡金像奖11項提名
- 最佳影片
- 最佳女主角-Whoopi Goldberg
- 最佳女配角-Oprah Winfrey
- 最佳女配角-Margaret Avery

金球獎
- 最佳影片提名
- 最佳导演提名
- 最佳女主角獎(乌比·戈德堡)
- 最佳女配角提名-Oprah Winfrey

美国国家评论协会奖
- 最佳影片奖
- 最佳女演员奖(乌比·戈德堡)

美国导演工会奖最佳导演奖

## 脚注
1. ↑  . The Los Angeles Times.   [2010-10-30]. （原始内容存档于2011-01-28）.
2. ↑  . Sun Sentinel.   [2010-12-04]. （原始内容存档于2011-01-28）.
3. ↑  Edemariam, Aida. . The Guardian. 2007-06-23  [2019-11-24]. （原始内容存档于2019-11-15）.
4. 1 2  理查·席克爾 2017，第108頁.
5. ↑  Taylor 1997，第171-172頁.
6. ↑  Taylor 1997，第24, 170-172頁.
7. ↑  Taylor 1997，第177頁.
8. ↑  . Box Office Mojo.   [2019-12-02]. （原始内容存档于2021-07-01）.
9. ↑  . Rotten Tomatoes. Fandango Media.   [2019-07-17]. （原始内容存档于2019-05-12）.
10. ↑  Ebert, Roger. . Chicago Sun Times. 1985-12-20  [2010-10-30]. （原始内容存档于2010-10-31）.
11. ↑  . Variety. 1984-12-31  [2010-10-30]. （原始内容存档于2015-11-01）.
12. ↑  Maslin, Janet. . The New York Times. 1985-12-18  [2010-10-29]. （原始内容存档于2009-04-10）.
13. ↑  Taylor 1997，第177-179頁.
14. ↑  Clegg II,, Legrand H. . Los Angeles Times. 1986-02-16  [2010-10-30]. （原始内容存档于2011-03-14）.
15. ↑  Taylor 1997，第180頁.